# Савельев, Фёдор Петрович
Фёдор Петрович Савельев (1918—1970) — подполковник Советской Армии, участник Великой Отечественной войны, Герой Советского Союза (1945).

## Биография
Фёдор Савельев родился 25 декабря 1918 года в селе Петропавловское (ныне — Новошешминский район Татарстана). В 1935 году он окончил рабфак в Чистополе, в 1940 году — Казанский государственный университет. В июне 1941 года Савельев был призван на службу в Рабоче-крестьянскую Красную Армию. С июля того же года — на фронтах Великой Отечественной войны. В боях был два раза ранен.
К июлю 1944 года капитан Фёдор Савельев командовал батареей 696-го истребительно-противотанкового артиллерийского полка 5-й армии 3-го Белорусского фронта. Отличился во время освобождения Литовской ССР. 16 июля 1944 года батарея Савельева в числе первых вышла к Неману в районе деревни Дарсунишкис Кайшядорского района и, развернувшись на его берегу, начала обстреливать противника, уничтожив 2 артиллерийских орудия, 5 пулемётов, 3 снайперских гнезда и около роты вражеской пехоты. Это позволило основным силам переправиться через Неман и захватить плацдарм практически без потери. Во время боёв на плацдарме батарея Савельева выбила противника с важной высоты, лишив его возможности корректировать огонь по переправе советских частей через реку.
Указом Президиума Верховного Совета СССР от 24 марта 1945 года за «образцовое выполнение боевых заданий командования на фронте борьбы с немецкими захватчиками и проявленные при этом отвагу и геройство» капитан Фёдор Савельев был удостоен высокого звания Героя Советского Союза с вручением ордена Ленина и медали «Золотая Звезда» за номером 6164.
После окончания войны Савельев продолжил службу в Советской Армии. В 1948 году он окончил курсы усовершенствования офицерского состава. В декабре 1952 года в звании подполковника Савельев был уволен в запас. Проживал и работал в Казани. Умер 19 ноября 1970 года, похоронен на Арском кладбище Казани.
Был также награждён орденами Отечественной войны 1-й степени и Красной Звезды, рядом медалей.